# DL/1
DL/1 (Database Language One) är ett beskrivningsspråk för hierarkiska databaser. Det stöds huvudsakligen av IBM:s produkter CICS och IMS.